# Mutacja (prasa)
Mutacja prasowa – określenie specjalnej wersji gazety przygotowywanej dla danego regionu. Taki dziennik wydawany jest w wersji np. ogólnokrajowej lub regionalnej z dodatkami lokalnymi sprzedawanymi niezależnie w każdym z regionów, powiatów, itp. Według Związku Kontroli Dystrybucji Prasy jest to wydanie tytułu prasowego mogącego się różnić w ramach jednego nakładu ze względu na aktualność lub zasięg dystrybucji, jednakże różnice te nie mogą pozbawiać kolejnego numeru jego istotnych cech. 
Takie wydania posiada m.in. Gazeta Lubuska. Najważniejsza z nich to "Gazeta Gorzowska" (1958-73). W latach 1955–61 liczba mutacji rosła od 2 przez 4, do 8 w 1969, a nawet 9 w roku 2000. W 2012 Gazeta Lubuska posiadała już tylko 3 mutacje.
Większą liczbą mutacji posiada Gazeta Pomorska (Bydgoszcz, Toruń, Włocławek, Inowrocław, Chojnice, Grudziądz). Historycznie było ich więcej (Świecie, Żnin, Brodnica, Tuchola, Sępólno Krajeńskie), ale zostały zlikwidowane ze względów oszczędnościowych.
Współcześnie mutacje pojawiają się głównie na skutek likwidacji samodzielności dotychczasowych tytułów prasowych. Dotyczy to np. szczecińskiej mutacji „Głosu – Dziennika Pomorza”, co do której używany jest tytuł „Głos Szczeciński” - identyczny z tytułem istniejącej wcześniej samodzielnej gazety.